# Čížkov (district de Plzeň-Sud)
Pour les articles homonymes, voir Čížkov.
Čížkov (en allemand : Tschischkau) est une commune du district de Plzeň-Sud, dans la région de Plzeň, en République tchèque. Sa population s'élevait à 646 habitants en 2022.

## Géographie
Čížkov se trouve à 10 km au nord-est de Nepomuk, à 32 km au sud-est de Plzeň et à 81 km au sud-ouest de Prague.
La commune est limitée par Nové Mitrovice et Míšov au nord, par Rožmitál pod Třemšínem, Hvožďany et Mladý Smolivec à l'est, par Kasejovice et Čmelíny au sud, et par Vrčeň, Sedliště et Louňová à l'ouest.

## Histoire
La première mention écrite de la localité date de 1237.

## Administration
La commune se compose de huit sections :
- Čečovice
- Čížkov
- Chynín
- Liškov
- Měrčín
- Přešín
- Zahrádka
- Železný Újezd

## Transports
Par la route, Čížkov se trouve à 12 km de Spálené Poříčí, à 38 km de Plzeň et à 95 km de Prague. 